# 巴耶亞河毛鼻鯰
巴耶亞河毛鼻鯰，為輻鰭魚綱鯰形目毛鼻鯰科的其中一種，為熱帶淡水魚，分布於南美洲巴西巴伊亞Itapicuru河流域，體長可達3.7公分，棲息在底層水域，生活習性不明。

## 扩展阅读
維基物種上的相關：巴耶亞河毛鼻鯰